# Filipe I, Duque de Orleães
Filipe de França (em francês: Philippe de France; Saint-Germain-en-Laye, 21 de setembro de 1640 – Saint-Cloud, 9 de junho de 1701), Duque de Orleães, foi o filho do rei Luís XIII de França e de sua esposa, Ana da Áustria, e irmão mais novo de Luís XIV. Durante o reinado de seu irmão, ele era conhecido simplesmente como "Monsieur", o tradicional título usado na Corte francesa para distinguir o irmão mais novo do rei.
Filipe foi um distinto comandante militar e participou da Guerra de Devolução e da Guerra Franco-Holandesa, esta última resultando em sua vitória sobre Guilherme de Orange na Batalha de Cassel. Por meio de uma cuidadosa administração pessoal, ele aumentou significativamente a fortuna da Casa de Orleães, que rivalizava com a de Bourbon. Assim como seu irmão, tinha uma maneira extravagante de se vestir, sendo creditado como o responsável pela popularização do uso das perucas e da gravata na corte de Versalhes. Ele foi polêmico por ter tido muitos amantes do sexo masculino, dos quais destacaram-se Filipe Mancini, sobrinho do Cardeal Mazarino, o Conde de Guiche e o Cavaleiro de Lorena.
Um homossexual forçado ao casamento por causa de sua posição social, casou-se duas vezes e a sua orientação sexual parecia ser de conhecimento das suas esposas. Casou-se primeiro com Henriqueta Ana da Inglaterra e, após ficar viúvo, com Isabel Carlota do Palatinado. Filipe, de fato, foi o fundador da Casa de Orleães, um ramo cadete da Casa de Bourbon, e, portanto, o ancestral direto do rei Luís Filipe I de França, que governou a França de 1830 a 1848 durante a chamada Monarquia de Julho. Através dos filhos de seus dois casamentos, Filipe tornou-se um ancestral da maioria da realeza católica romana moderna, dando-lhe o apelido de "o avô da Europa".

## Início de vida

### Nascimento

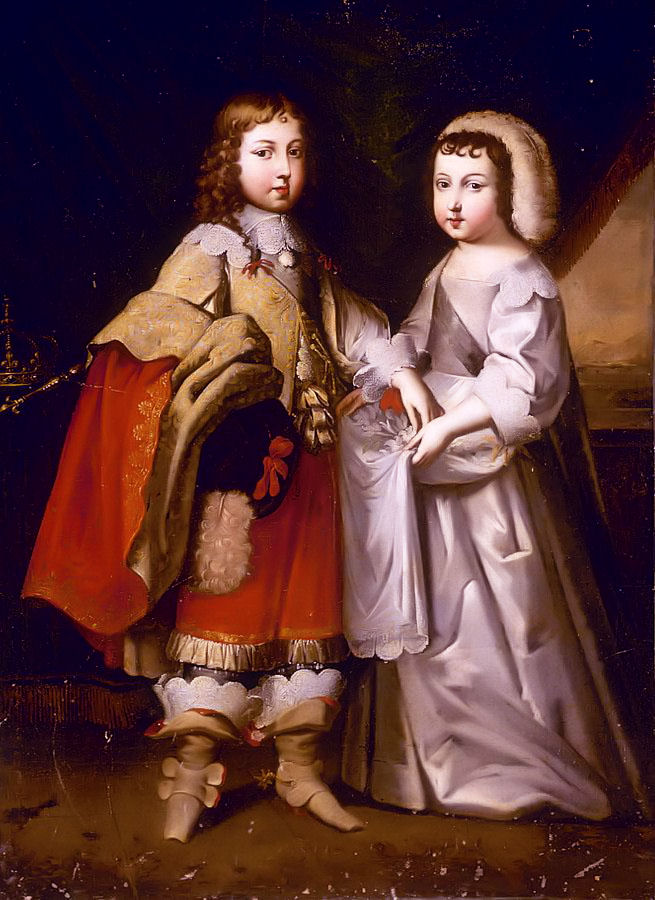
Filipe (dir.) com o seu irmão Luís. Ele aparece vestido como uma menina, na época uma prática comum.

Filipe de Bourbon nasceu em 21 de setembro de 1640 no Castelo de Saint-Germain-en-Laye, um dia antes do 39º aniversário de sua mãe Ana. Como filho de um rei governante, Filipe detinha o título de Fils de France (Filho da França). Desde o nascimento, Filipe era o segundo na linha de sucessão ao trono da França e tinha direito ao estilo de "Sua Alteza Real". Ele estava apenas atrás de seu irmão mais velho, Luís, Delfim da França, que herdou o trono francês antes de Filipe completar três anos. 
Filipe nasceu na presença de seu pai, Luís XIII, da Princesa de Condé, da Duquesa de Vendôme e de outros membros proeminentes da dinastia Bourbon. A prima de Filipe, Ana Maria Luísa de Orleães, observou em suas memórias que o nascimento da criança foi marcado por salva de tiros em comemoração em Paris. Uma hora após seu nascimento, ele foi batizado em uma cerimônia privada por Dominique Séguier, Bispo de Meaux, e recebeu o nome de Filipe. Luís XIII queria dar à criança o título de Conde de Artois em homenagem a uma recente vitória francesa em Arras, no condado de Artois. No entanto, Luís respeitou a tradição e deu a ele o título de Duque de Anjou, um título comumente concedido aos filhos mais novos de reis franceses desde o século XIV. Após seu batismo, Filipe foi colocado aos cuidados de Françoise de Souvré, marquesa de Lansac, que também cuidou de seu irmão mais velho, sucedida em 1643 por Marie-Catherine de Senecey.

### Irmão do Rei

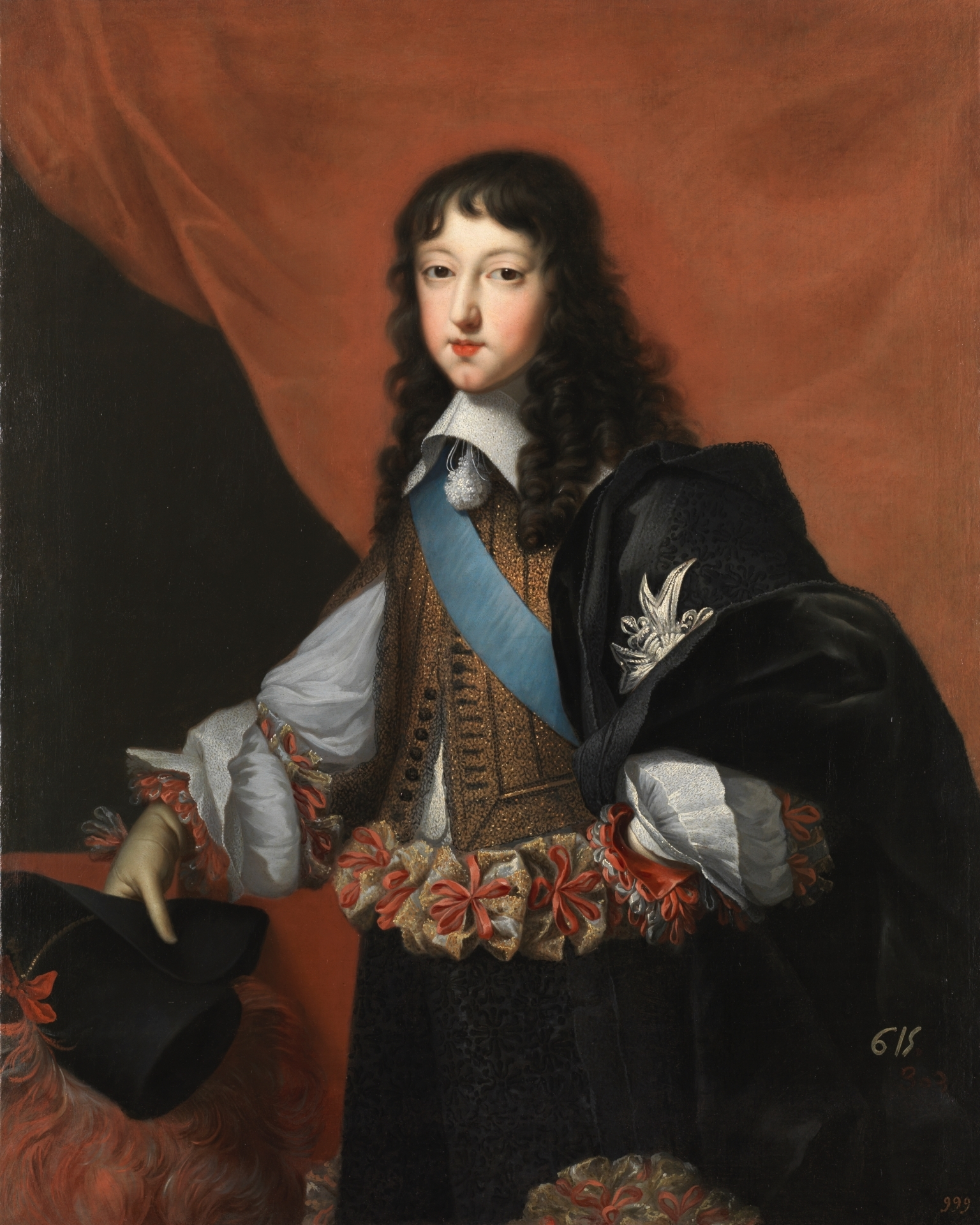
Retrato de Filipe enviado por sua mãe Ana ao irmão Filipe IV da Espanha, por Jean Nocret, c. 1650.

Com a morte de seu pai, Luís XIII, em maio de 1643, o irmão mais velho de Filipe ascendeu ao trono da França como Luís XIV. Sua mãe, a rainha Ana, revogou o testamento do falecido rei para providenciar um acordo de partilha de poder com o cardeal Mazarin, que servia como primeiro-ministro de Luís XIII. Ana estava agora em pleno controle de seus filhos, algo que ela vinha disputando desde o nascimento deles. Como irmão mais novo do rei, Filipe era chamado de le Petit Monsieur, já que seu tio Gastão, que também havia sido irmão mais novo de um rei francês, ainda estava vivo. Gastão era então conhecido como le Grand Monsieur. Foi somente em 1660, com a morte de Gastão, que Filipe seria conhecido simplesmente como Monsieur ou como o duque de Orleães.
Quando criança Filipe era reconhecido como atraente, afetuoso e inteligente. A Duquesa de Montpensier o apelidou de "a criança mais bonita do mundo", enquanto a amiga e confidente de sua mãe, Madame de Motteville, disse mais tarde sobre Filipe que ele demonstrou uma "inteligência viva" desde cedo. A partir de 1646, Filipe passou parte de sua infância no Hôtel de Villeroy (Cremerie de Paris), casa de Nicolas de Villeroy , tutor de seu irmão Luís XIV. As crianças brincavam lá com Catherine de Villeroy e François de Villeroy.
No outono de 1647, aos sete anos, Filipe adoeceu com varíola, mas se recuperou e convalesceu no Palácio Real. Um ano depois, ele foi tirado dos cuidados das mulheres e, em 11 de maio de 1648, realizou sua primeira cerimônia oficial quando foi batizado publicamente no Palácio Real. Seus padrinhos foram seu tio Gastão e sua tia, a rainha Henriqueta Maria da Inglaterra. Mais tarde, ele foi colocado aos cuidados de François de La Mothe Le Vayer e do abade de Choisy. Ele também foi educado pelo maréchal du Plessis-Praslin. Seus tutores foram escolhidos pelo cardeal Mazarin, que foi criado superintendente da educação do príncipe por sua mãe. Sua educação enfatizou línguas, história, literatura, matemática e dança. Apesar de ter uma casa própria, o seu comportamento era vigiado de perto pela sua mãe e por Mazarin, que garantiam que Filipe não tinha qualquer liberdade financeira significativa da coroa.

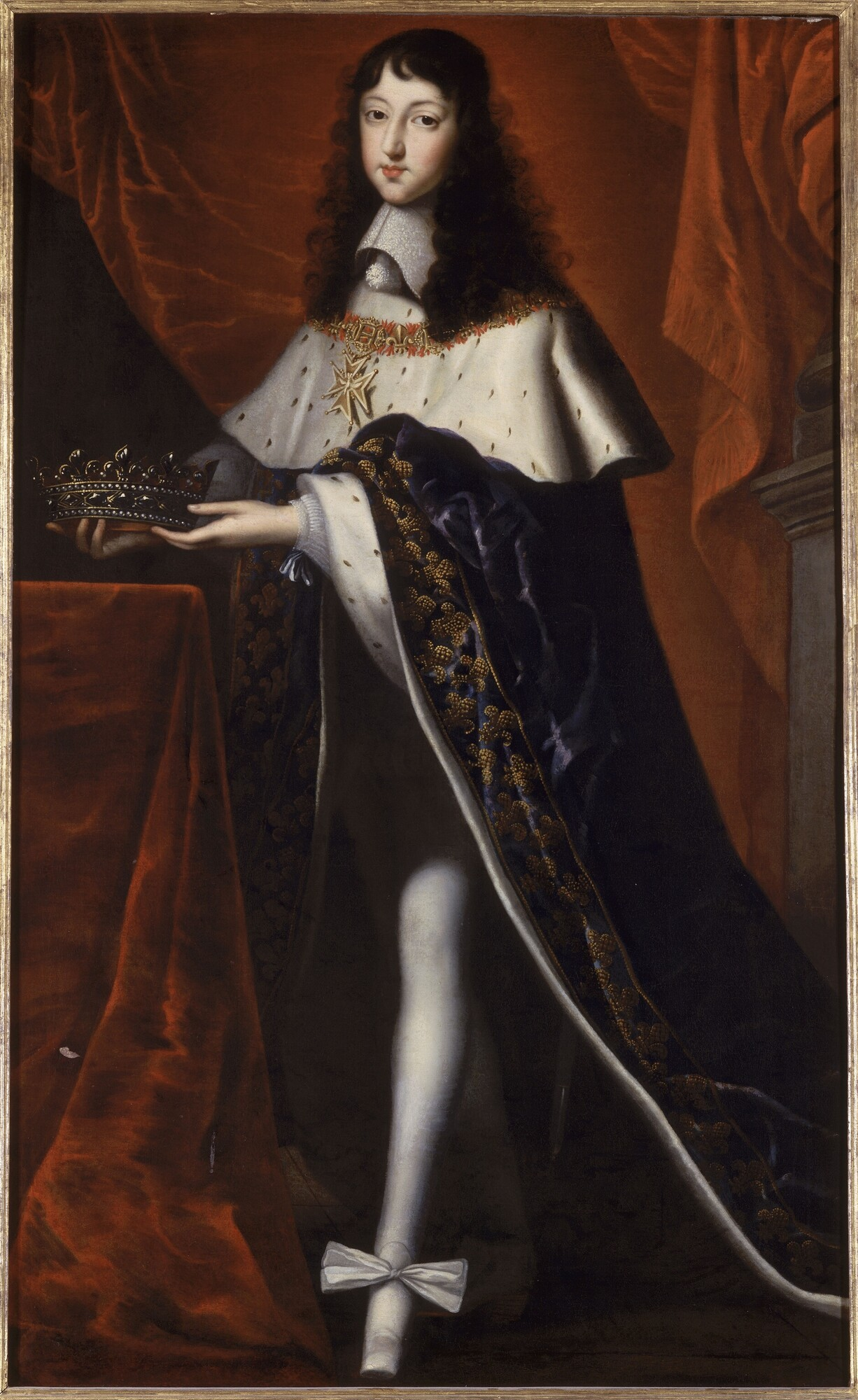
Retrato de Filipe em traje de gala para a coroação de seu irmão, por um artista desconhecido, c. 1654.

Quando Filipe tinha oito anos, a guerra civil conhecida como as Frondas eclodiu na França. Durou até 1653 em suas duas fases principais: a Primeira Fronda (1648-1649) e a Segunda Fronda (1650-1653). Durante o conflito, a família real foi obrigada a fugir de Paris na noite de 9 de fevereiro de 1651 para a segurança de Saint-Germain-en-Laye a fim de evitar uma revolta da nobreza contra Mazarin. Quando a paz retornou, Filipe tomou a decisão de mudar sua casa para o Palácio das Tulherias, anteriormente a residência da duquesa de Montpensier em frente ao Palácio Real. Na coroação de Luís XIV em 7 de junho de 1654, Filipe atuou como deão, colocando a Coroa de Carlos Magno na cabeça de seu irmão. Durante toda a sua vida, Filipe seria um notável amante da etiqueta e da panóplia, garantindo que todos os detalhes cerimoniais fossem respeitados.
No final de junho de 1658, Luís ficou gravemente doente. Presumindo-se que tivesse febre tifoide, Luís quase foi declarado morto quando, em meados de julho, começou a se recuperar. A doença fez de Filipe, seu herdeiro presuntivo ao trono, o centro das atenções. Por medo de infecção, Filipe não podia ver seu irmão. Durante a crise, a rainha Ana se aproximou mais de seu filho mais novo, mostrando-lhe mais afeto. Após a recuperação de Luís, Filipe foi mais uma vez deixado por conta própria. Mais tarde, em 1658, Filipe fez sua compra mais significativa, o Castelo de Saint-Cloud, um edifício a cerca de 10 quilômetros a oeste de Paris. Em 8 de outubro de 1658, seu proprietário Barthélemy Hervart organizou um suntuoso banquete no castelo em homenagem à família real. Cerca de duas semanas depois, em 25 de outubro, Filipe comprou a propriedade por 240.000 libras. Ele imediatamente começou a organizar melhorias no que era então uma pequena villa.

## Duque de Orleães
Quando o tio de Filipe, Gastão, morreu em fevereiro de 1660, o Ducado de Orleães retornou para a coroa, já que ele não tinha nenhum filho varão sobrevivente. O ducado era um dos apanágios mais respeitados do Antigo Regime e era tradicionalmente o direito de primogenitura de Filipe como irmão do rei. Assim, com a morte de Gastão, o próprio Filipe assumiu o novo estilo de duque de Orleães e Luís XIV concedeu a Filipe o título oficialmente em 10 de maio de 1661 junto com os títulos subsidiários duque de Valois e duque de Chartres, todos os títulos de nobreza registrados no Parlamento de Paris. Ele também recebeu o senhorio de Montargis.
Para desencorajar o tipo de relacionamento tempestuoso que se desenvolveu entre Luís XIII e seu irmão mais novo, Gastão, Ana da Áustria e o Cardeal Mazarin fizeram uma política privada para impedir Filipe de perseguir ambições que pudessem incitar rivalidade ou desafio ao rei. Além de seu apanágio, ele não recebeu nenhuma liberdade financeira significativa da Coroa. Mais tarde, às suas já ricas propriedades, Filipe queria adquirir o condado de Blois, com seu Castelo de Chambord, e o governo de Languedoc, mas ambos seriam recusados a ele por seu irmão.

## Sexualidade
Durante sua infância, a rainha Ana era vista se dirigindo a Filipe por apelidos como "minha garotinha" e o encorajava a se vestir com roupas femininas, um hábito que ele manteria por toda a vida. Um contemporâneo mais tarde o chamaria de "a mulher mais tola que já existiu", uma referência à sua efeminação. Quando jovem, Filipe se vestia e comparecia a bailes e festas com trajes femininos, por exemplo, vestido de pastora. Consciente de que os hábitos traiçoeiros de Gastão não haviam sido evocados apenas pelas Frondas, mas por sua fuga secreta com uma princesa estrangeira que deixou os irmãos reais afastados por anos, sua atividade homossexual não era indesejada, porque era vista como uma redução de qualquer ameaça potencial que ele pudesse representar para seu irmão mais velho. Parece que 1658 foi o ano-chave em que a sexualidade de Filipe ficou bem definida. As fofocas da corte diziam que o próprio sobrinho do cardeal Mazarin, Filipe Mancini, o duque de Nevers, foi o "primeiro a corromper" Filipe no que era conhecido como o "vício italiano" - gíria contemporânea para a homossexualidade masculina. Filipe certamente fez seus primeiros contatos naquele ano com Filipe de Lorena-Armagnac, conhecido com o Cavaleiro de Lorena, o amante masculino com quem ele estabeleceria o vínculo emocional mais próximo ao longo de sua vida.

O Cavaleiro de Lorena, amante de Filipe, retratado como Ganímedes, o amante de Zeus na mitologia grega. Retraro por Baldassare Franceschini.

Mesmo depois de casado, ele supostamente manteve casos românticos abertos com nobres alemães, sem nenhuma consideração por nenhuma de suas duas esposas. Os favoritos de Filipe, invariavelmente homens mais jovens e bonitos, dominaram os comentários contemporâneos e históricos sobre seu papel na corte, assim como os mignons de Henrique III. Filipe estava apaixonado pelo famoso e arrogante Armando de Gramont, Conde de Guiche; a Duquesa de Montpensier, prima de Filipe, conta em suas memórias que o primo se apaixonou por Guiche aos dezoito anos, segundo a duquesa, "após ele apalpar suas nádegas enquanto dançavam, uma confidencialidade que parecia ir longe demais, mas que Filipe encontrou nele o que procurava". Também havia rumores na corte de que Filipe de fato tinha uma amante e havia demonstrado interesse na Duquesa de Mercœur, sobrinha de Mazarin. Outro amante de Filipe nessa época foi Antoine Coiffier, o Marquês d'Effiat. Este último entrou na vida de Filipe como capitão da caça e permaneceu em sua casa até a morte de Filipe.
Entre os amantes, destaca-se um homem, Filipe de Lorena-Armagnac, o Cavaleiro de Lorena, que foi descrito como "insinuante, brutal e desprovido de escrúpulos". Como membro da Casa de Guise, classificado como príncipe estrangeiro, Filipe podia mantê-lo por perto enquanto estava na corte e promovê-lo dentro de sua própria casa sem inicialmente evocar escândalo ou ofender sensibilidades. Em janeiro de 1670, a esposa de Filipe convenceu o rei a aprisionar o cavaleiro, primeiro perto de Lyon, depois na ilha-fortaleza mediterrânea do Castelo de If. Finalmente, ele foi banido para Roma. No entanto, em fevereiro, os protestos e apelos do Duque de Orleães persuadiram o rei a restaurá-lo à comitiva de seu irmão.

## Primeiro casamento

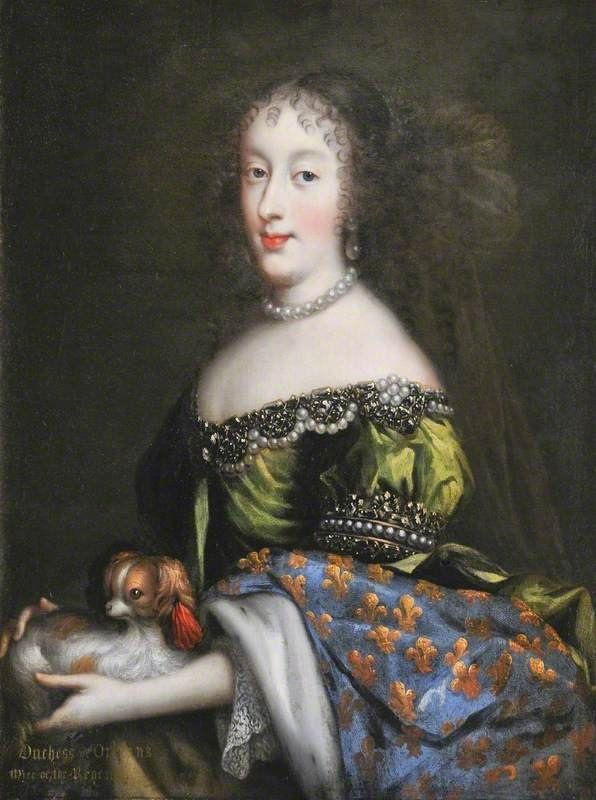
Henriqueta Ana (Minette), por Jean Nocret, c. 1661. Ela foi descrita como uma "beldade primaveril".

Após o casamento de Luís XIV com Maria Teresa da Espanha em 9 de junho de 1660, a rainha Ana voltou sua atenção para o casamento de Filipe. Ele havia sido previamente encorajado a cortejar sua prima mais velha, Ana Maria Luísa de Orleães, duquesa de Montpensier, filha mais velha de Gastão e sua primeira esposa, Maria de Bourbon. Conhecida como Mademoiselle nessa época, ela tinha uma imensa fortuna privada e já havia rejeitado pretendentes como Carlos II da Inglaterra. Nascida em 1627, ela era a única herdeira de sua mãe, que morreu no parto. Mademoiselle recusou a união, reclamando que Filipe sempre ficava perto de sua mãe como se ele fosse "como uma criança". Mademoiselle, em vez disso, permaneceu solteira. Filipe se casaria com outra prima, a princesa Henriqueta Ana da Inglaterra, filha mais nova do rei Carlos I da Inglaterra e sua esposa Henriqueta Maria da França, que era tia paterna de Filipe e se refugiou na corte da França após o nascimento de Henriqueta em 1644. Elas moravam no Palácio Real e no Palácio do Louvre. Em 1660, após a restauração da Casa de Stuart ao trono da Inglaterra sob seu irmão Carlos II, a princesa Henriqueta retornou à Inglaterra para visitar sua irmã, a Princesa de Orange, que mais tarde pegou varíola e morreu. A corte francesa pediu oficialmente a mão de Henriqueta em nome de Filipe em 22 de novembro de 1660, enquanto ela estava na Inglaterra. O casal assinou o contrato de casamento no Palácio Real em 30 de março de 1661. A cerimônia ocorreu no dia seguinte no mesmo edifício, diante de membros selecionados da corte. O dote prometido foi de 840.000 libras. Conhecida como Henriqueta na França e Minette para seus íntimos, ela era oficialmente conhecida como Madame sempre foi popular na corte. Fofocas da corte mais tarde disseram que o rei era o pai do primeiro filho de Henriqueta. Diz-se que o flerte muito aberto de Henriqueta fez com que um Filipe ciumento retaliasse começando a exibir sua sexualidade abertamente em uma era pouco receptiva. O flerte de Henriqueta com o rei começou no início do verão de 1661, enquanto os recém-casados estavam hospedados no Palácio de Fontainebleau durante o verão. Filipe reclamou com sua mãe sobre a intimidade que Luís e Henriqueta demonstravam, o que levou a rainha Ana a repreender o filho e a nora. As relações ficaram ainda mais tensas quando Henriqueta supostamente seduziu o antigo amante de Filipe, o Conde de Guiche.

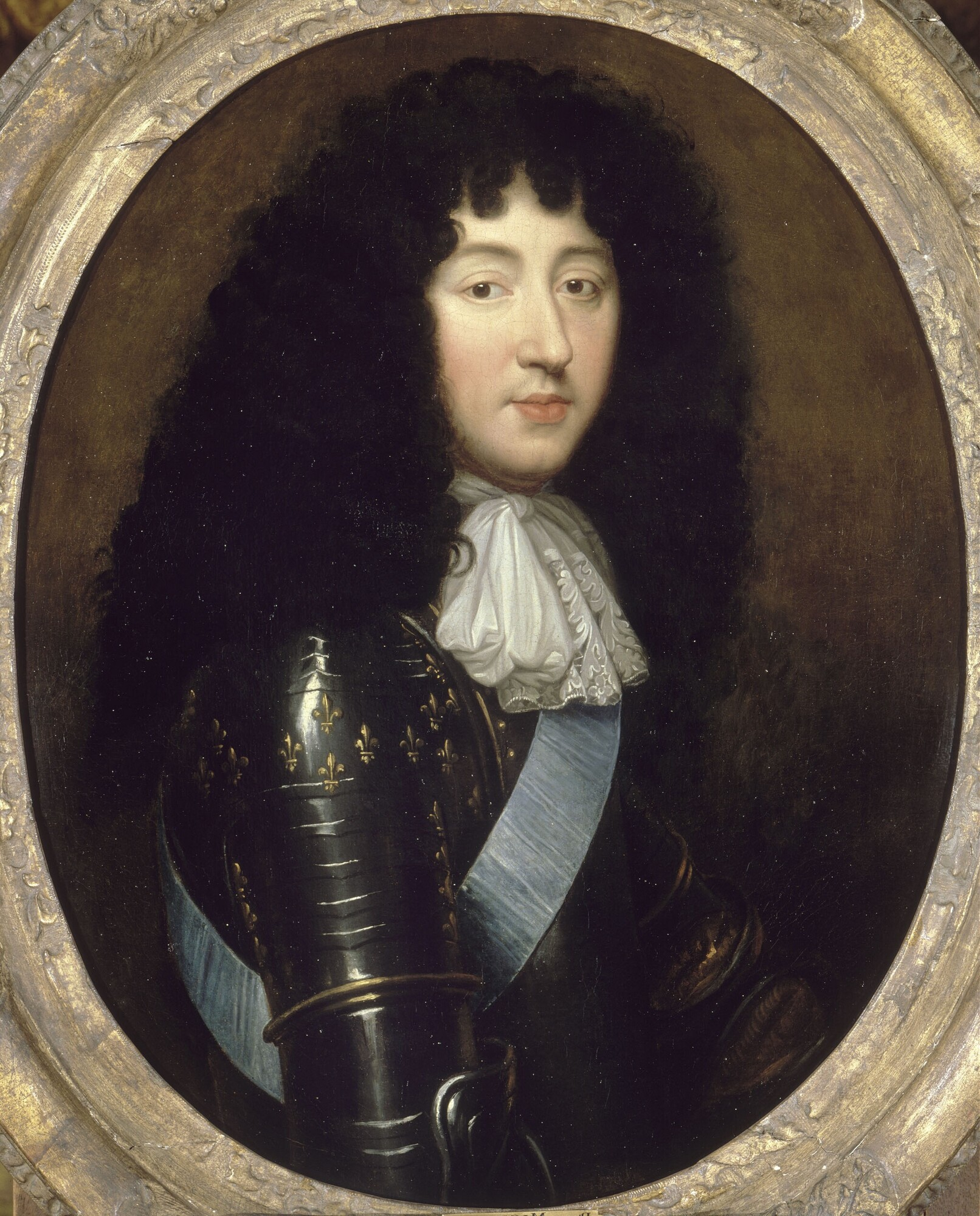
Retrato de Filipe em armadura com flores de lis, atribuído a Pierre Mignard.

O casal mudou-se das Tulherias no início de 1662 para o Palácio Real. Mais tarde, em março do mesmo ano, Filipe tornou-se pai quando Henriqueta deu à luz sua filha Maria Luísa, a futura esposa de Carlos II da Espanha. A decepção de Henriqueta com o nascimento de uma filha foi grande, e ela até comentou que deveria "jogá-la no rio!" Isso ofendeu muito a rainha Ana, que adorava sua primeira neta. Por sua vez, Filipe sempre consideraria Maria Luísa sua filha favorita. A menina foi batizada em 21 de maio de 1662. No mesmo dia, Filipe participou do famoso Carrousel du Louvre, onde se vestiu extravagantemente como o Rei da Pérsia com o rei como o Rei dos Romanos e todas as damas da corte presentes.
Em 1664, Henriqueta deu à luz em Fontainebleau um filho que recebeu o título de Duque de Valois. Filipe escreveu ao seu cunhado Carlos II da Inglaterra "que sua irmã deu à luz esta manhã com segurança a um belo menino. A criança parece estar com excelente saúde." A criança, no entanto, morreu de convulsões em 1666, tendo sido batizada Filipe Carlos horas antes da morte. A perda do pequeno Duque de Valois afetou muito Henriqueta. Filipe, no entanto, estava ansioso para manter a mesada que seu filho havia recebido do rei. Esta morte apenas aumentou a dor de uma corte ainda de luto pela morte da rainha Ana em janeiro.  No ano anterior, o Conde de Guiche foi exilado da corte com Filipe relatando à sua mãe que Henriqueta teve entrevistas privadas com o nobre arrojado.
Filipe participou da Guerra de Devolução em 1667, enquanto Henriqueta permaneceu em Saint-Cloud devido à sua gravidez. No front, Filipe participou ativamente nas trincheiras em Tournai e Douai e se destacou por seu valor e frieza sob fogo. Mas Filipe mais tarde ficou entediado com a batalha e se interessou mais pela decoração de sua tenda. Ao saber que Henriqueta estava doente devido a um aborto espontâneo, ele retornou a Saint-Cloud, onde ela estava se recuperando de uma provação que quase lhe custou a vida. Após sua recuperação, Filipe retornou ao campo de batalha e se destacou no Cerco de Lille.

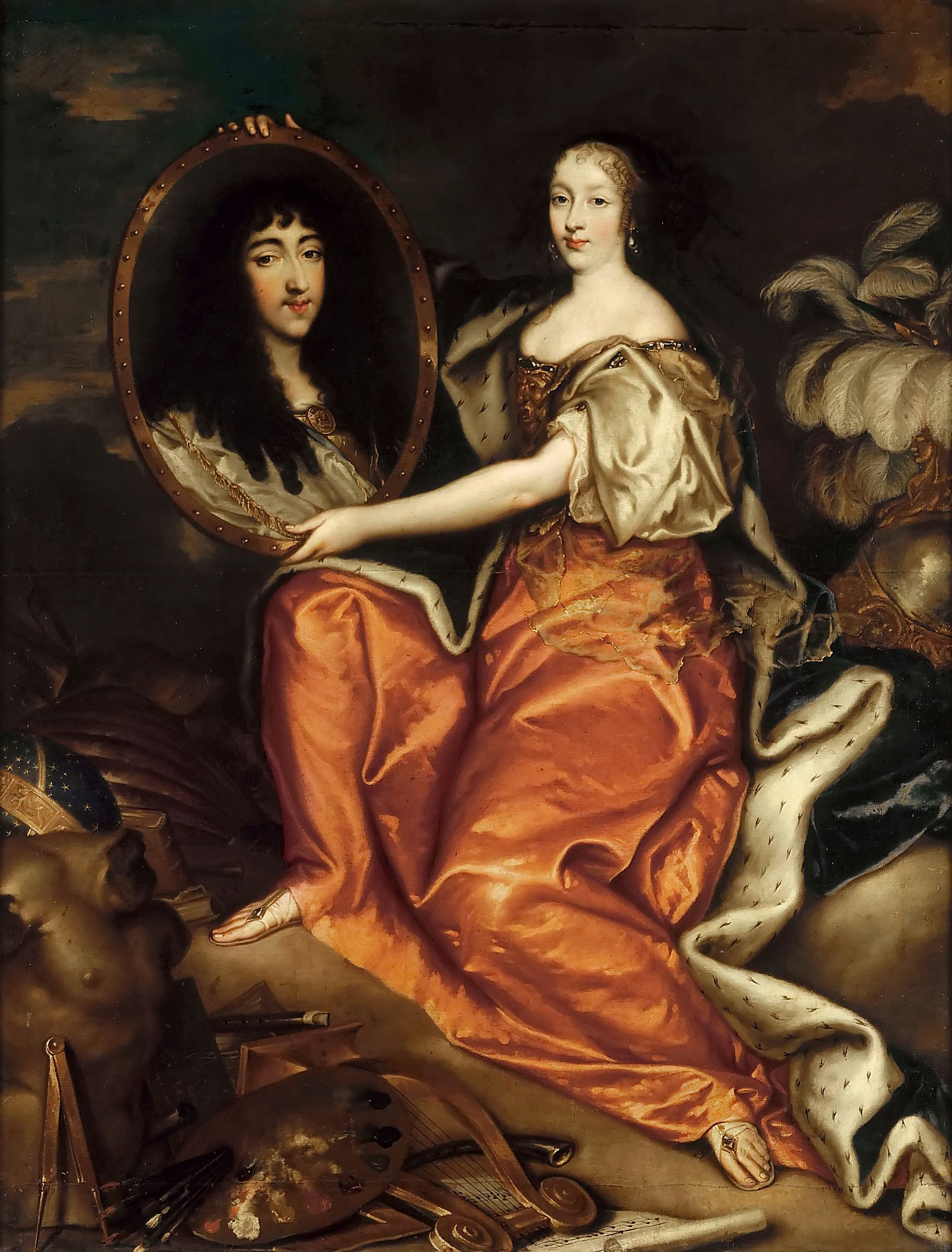
Henriqueta Ana, retratada como a deusa romana Minerva, segurando uma pintura do marido, por Antoine Mathieu, 1664.

Em janeiro de 1670, Henriqueta convenceu o rei a aprisionar o Cavaleiro de Lorena , primeiro perto de Lyon, depois na ilha-fortaleza mediterrânea do Castelo de If. Ele foi finalmente banido para Roma depois de ofender o rei e Henriqueta ao se gabar de que conseguiria que Filipe se divorciasse dela. Em retaliação ao tratamento ao Cavaleiro, Filipe retirou-se para sua propriedade em Villers-Cotterêts, levando Henriqueta consigo. Em fevereiro, os protestos e súplicas de Filipe persuadiram o rei a reintegrar o Cavaleiro à comitiva de seu irmão. O casal teve seu último filho em agosto de 1669, uma filha que foi batizada Ana Maria na capela particular do Palácio Real em 8 de abril de 1670 pelo primeiro capelão de Filipe, o bispo de Vabres.
A participação de Henriqueta na negociação do Tratado Secreto de Dover, um tratado ofensivo e defensivo entre a Inglaterra e a França, foi essencial. A duquesa viajou até a Inglaterrra para convenver o irmão a firmar o acordo que exigia que a França ajudasse a Inglaterra em seu objetivo de se retornar à Igreja Católica Romana e a Inglaterra a ajudar a França em sua guerra de conquista contra a República Holandesa. O tratado foi assinado em Dover em 1º de junho de 1670; a Terceira Guerra Anglo-Holandesa foi uma consequência direta deste tratado. Tendo retornado à França no final de junho de 1670, Henriqueta teve que suportar o despeito flagrante de Filipe por sua participação no exílio do Cavaleiro e sua missão secreta a Dover. Apesar das relações tensas, ela viajou para Saint-Cloud em 24 de junho, quando começou a reclamar de dores de um lado do corpo. Relaxando em Saint-Cloud em 29 de junho, ela desmaiou no terraço do palácio. Levada para dentro, ela foi despida e começou a defender que havia sido envenenada. Ela morreu posteriormente entre duas e três horas da manhã de 30 de junho de 1670, aos 26 anos. Uma autópsia foi realizada e descobriu que Henriqueta morreu de peritonite causada por uma úlcera perfurada;; no entanto, rumores públicos afirmavam que ela havia sido envenenada pelo marido e, de acordo com Saint-Simon em suas memórias, até o rei suspeitou disso no início, mas o inquérito que ele conduziu revelou que foram o Cavaleiro de Lorena e o Marquês d'Effiat que a envenenaram.

## Segundo casamento

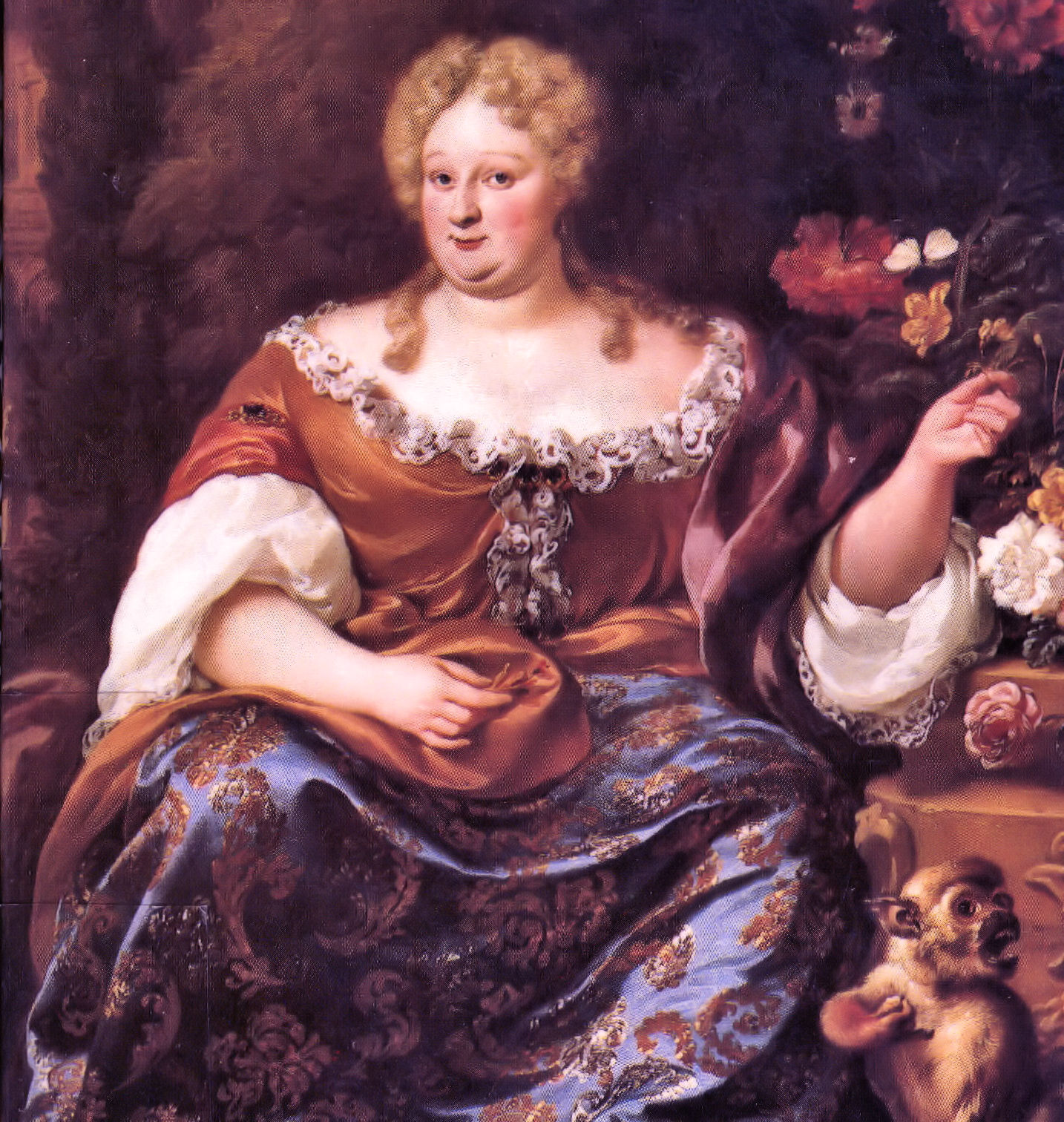
Isabel Carlota (Liselotte), por autor desconhecido.

A morte de Henriqueta foi muito lamentada na corte da França, mas pouco por seu marido, devido ao relacionamento tenso. O próprio Luís XIV procurou uma segunda esposa para Filipe, que estava ansioso para ter um herdeiro homem para continuar a linhagem de Orleães. A atenção voltou-se novamente para a duquesa de Montpensier, agora conhecida como la Grande Mademoiselle. O próprio Luís perguntou se ela queria preencher "o lugar vago", mas ela educadamente recusou a oferta. Luís rejeitou muitas outras candidatas antes de se decidir pela princesa protestante Isabel Carlota do Palatinado. Conhecida como Liselotte em sua família, ela era a única filha de Carlos I Luís, Eleitor Palatino e de sua esposa renegada, Carlota de Hesse-Cassel. Ela foi recomendada por Ana Gonzaga, uma confidente de Filipe e esposa do tio da noiva, o Eduardo, Conde Palatino de Simmern. Isabel Carlota cresceu com sua tia Sofia de Hanôver, herdeira aparente ao trono da Inglaterra, devido ao mau relacionamento de seus pais. Ao longo de sua vida, ela permaneceria em contato com a tia, escrevendo cerca de 50.000 cartas que detalhavam a vida na corte da França. A Princesa Palatina era prima de Henriqueta em primeiro grau, uma vez que o pai desta última, Carlos I da Inglaterra, era irmão da avó paterna de Isabel Carlota, Isabel da Boémia.
Filipe casou-se com Isabel Carlota, de dezenove anos, que se converteu ao catolicismo romano, em 16 de novembro de 1671. Ela não era atraente, como Henriqueta havia sido. Quando Filipe a viu pela primeira vez, ele teria comentado: "Como poderei dormir com ela?" Madame de Sévigné notou o quão popular a nova Madame era na corte. Ela se tornou famosa por sua franqueza brusca, caráter honesto e falta de vaidade. Suas cartas registram como ela voluntariamente desistiu de compartilhar a cama de Filipe a pedido dele após o nascimento de seus filhos e como, de má vontade, ela suportou silenciosamente a presença de seus favoritos masculinos em sua casa.
O casal foi muito feliz nos primeiros anos de casamento. O Cavaleiro de Lorena estava na Itália, mas retornou na primavera de 1672. Grávida no final daquele ano, Isabel carlota deu à luz um filho em junho de 1673, que foi chamado Alexandre Luís e recebeu o título de Duque de Valois. A criança morreu, no entanto, em 1676. Um segundo filho, Filipe, seguiu em 1674, e então uma filha, Isabel Carlota, em 1676, após o que os dois concordaram mutuamente em dormir em camas separadas. Isabel Carlota foi elogiada por ser uma mãe natural. O segundo filho de Filipe com Isabel Carlota, conhecido como Duque de Chartres até herdar o ducado de Orleães em 1701, mais tarde serviu como regente da França durante a menoridade de Luís XV. Isabel Carlota atuou como mãe das filhas de Filipe com Henriqueta e manteve correspondência com elas até seus últimos dias.

## Batalha de Cassel

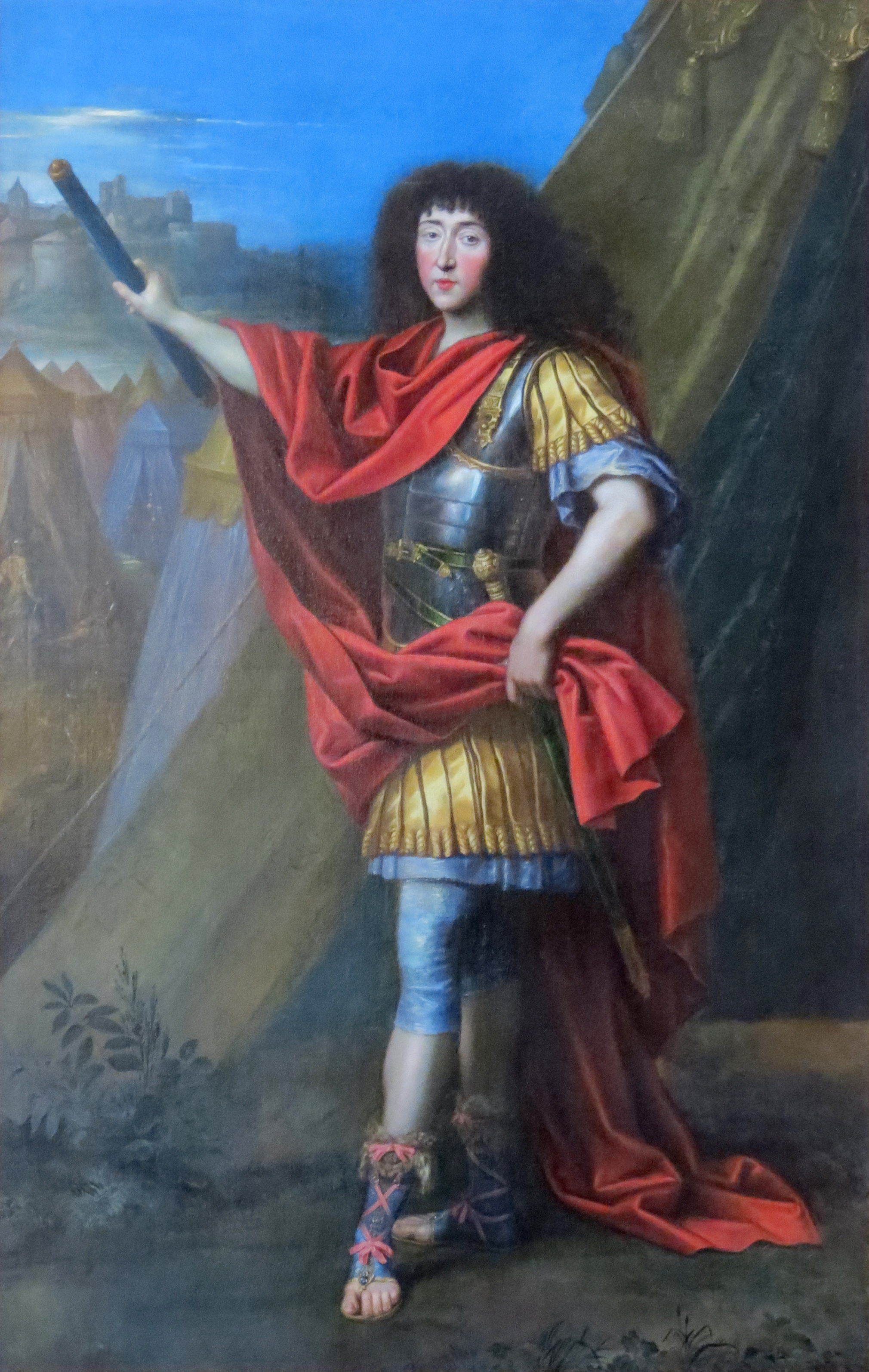
Filipe em armadura em 1677, por Pierre Mignard. O retrato foi realizado após sua vitória na Batalha de Cassel.

Já tendo se estabelecido como um comandante militar bem-sucedido durante a Guerra de Devolução em 1667, Filipe estava ansioso para retornar ao campo de batalha. Em 1676 e 1677, ele participou de cercos em Flandres e foi promovido ao posto de tenente-general, o que o tornou o segundo em comando depois do próprio Luís XIV.
A vitória mais impressionante conquistada sob o comando de Filipe ocorreu em 11 de abril de 1677: a Batalha de Cassel contra Guilherme III, Príncipe de Orange, mais tarde rei da Inglaterra e filho da prima de Filipe, Maria, Princesa Real e Princesa de Orange. Guilherme decidiu aliviar algumas cidades sitiadas; de Ypres, ele marchou com 32.000 homens através de Poperinge e Oxelaëre no Vale de Cassel. Filipe, que soube de seus planos, combinou de encontrar as forças de Guilherme em Penebeek entre Noordpeene e Zuytpeene. Luís XIV enviou-lhe cerca de 25.000 soldados de infantaria e 9.000 cavalaria de Cambrai sob o comando do Marechal Luxemburgo. Ao cair da noite, havia 66.000 soldados prontos para a batalha. Os holandeses atacaram as posições francesas sem primeiro fazer o reconhecimento. O marechal Luxemburgo surpreendeu os holandeses com um ataque de cavalaria que praticamente destruiu três batalhões e derrotou o exército de Guilherme. No total, as baixas de ambos os lados somaram 4.200 mortos e 7.000 feridos. Filipe foi aclamado por sua habilidade como comandante militar, para grande aborrecimento de seu irmão, o rei. Ele provavelmente tinha ciúmes da crescente popularidade de Filipe na corte, bem como no campo de batalha. Em homenagem à sua vitória em Cassel, Filipe fundou um Colégio Barnabita em Paris. A campanha marcou o fim de sua carreira militar; ele logo mergulhou mais uma vez em uma vida de prazeres.

## Riqueza e patrimônio
Desde a vitória em Cassel até a década de 1690, Filipe concentrou suas energias principalmente na expansão de suas propriedades, fortuna pessoal e coleção de arte, incluindo a reforma de suas residências, o Palácio Real e o Castelo de Saint-Cloud. Este último era sua residência favorita, o lar de uma corte em constante expansão e "tempestuosa". Filipe se tornou um importante patrono dos artistas Jean Nocret e Pierre Mignard, ambos contratados para elaborar a decoração em Saint-Cloud e no Palácio Real. Já em 1660, Filipe também ordenou que Antoine Lepautre iniciasse as extensões em Saint-Cloud; mais tarde, ele se tornou controlador-geral das propriedades de Filipe.

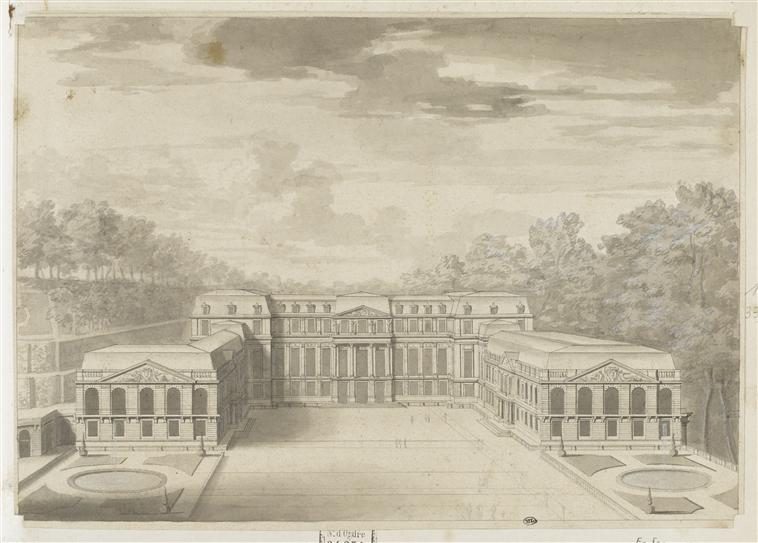
O Castelo de Saint Cloud, c. 1677.

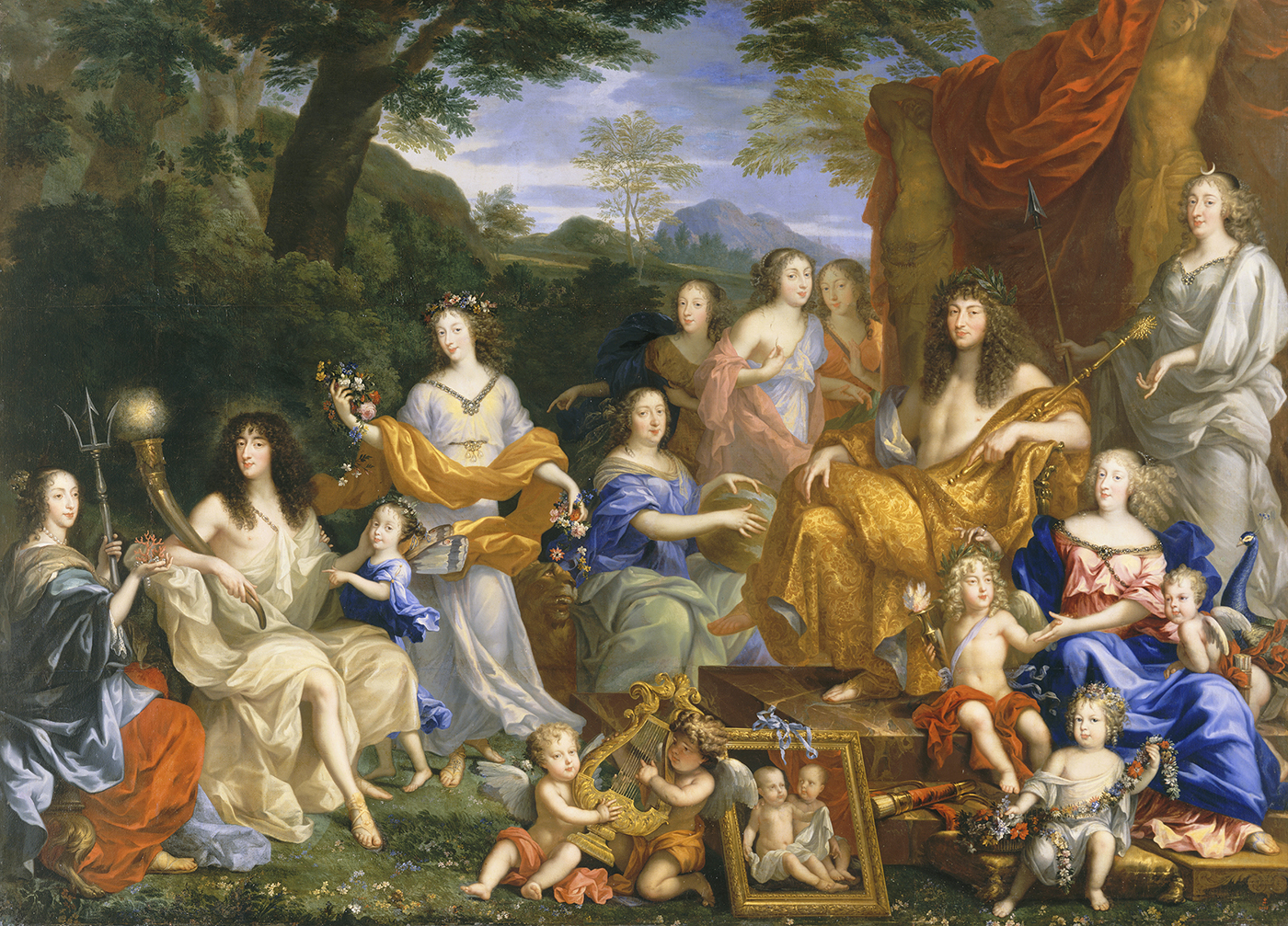
Retrato Mitológico da Família de Luís XIV, por Jean Nocret, 1670. Pintura encomendada por Filipe para o Castelo de Saint-Cloud.

Após a morte de Lepautre em 1679, o trabalho em Saint-Cloud foi continuado por seu assistente executivo Jean Girard em colaboração com Thomas Gobert. Mais tarde, Filipe procurou Jules Hardouin-Mansart para projetar uma grande escadaria na ala esquerda à maneira da Escadaria dos Embaixadores em Versalhes. Os jardins foram redesenhados por André Le Nôtre, enquanto a bacia e o canal mais baixo foram adicionados por Mansart em 1698. Na época da morte de Filipe em 1701, a propriedade de Saint-Cloud cobria cerca de 1.200 acres (4,9 km²). Saint-Cloud permaneceu com a família Orleães até 1785, quando o bisneto de Filipe, Luís Filipe I, Duque de Orleães, a vendeu para a rainha Maria Antonieta, também bisneta de Filipe, pela soma de seis milhões de libras.
Pequenas melhorias no Palácio Real começaram em 1661, na época do casamento de Filipe com Henriqueta, mas a propriedade fazia parte das posses da coroa e não era usada oficialmente há anos. Filipe estava limitado no que podia fazer para renovar o edifício até que este lhe foi dado em 1692. Filipe voltou-se novamente para Mansart para obter assistência na modernização. A decoração interior foi confiada a Antoine Coypel, cujo pai Noël Coypel havia trabalhado anteriormente no palácio. Em 1695, Filipe comprou uma pequena ilha no Sena, em frente ao castelo, que ele renomeou como Île de Monsieur.
Filipe não só apreciava arquitetura e a sociedade da corte, mas também música e dança; ele era de fato famoso por suas habilidades excepcionais de dança. Filioe foi patrono de músicos como Jean-Henri d'Anglebert, Henri Dumont, Jacques-Antoine Arlaud e Marie Aubry, muitos dos quais permaneceriam parte da casa de seu filho após sua morte em 1701. Jean-Baptiste Lully também foi um protegido de Filipe depois que ele deixou a casa de Mademoiselle. A pequena coleção de arte de Filipe criou a base para a Coleção Orleães, uma das coleções de arte mais importantes já reunidas.
Com a permissão do Parlamento de Paris, Filipe patrocinou projetos para ajudar a manter suas propriedades e aumentar sua lucratividade. A partir de 1679, ele recebeu o direito de construir o Canal d'Orléans, um grande canal que conectava o rio Loire em Orleães a uma junção com o Canal du Loing e o Canal de Briare na vila de Buges perto de Montargis. Como o maior canal construído na França desde que o avô de Filipe, Henrique IV, construiu o Canal de Briare em 1604, sua construção foi considerada um feito de engenharia. O canal, usado para transportar mercadorias de Orleães para Paris, foi um grande sucesso em sua época e ainda é amplamente utilizado hoje. O investimento cuidadoso de Filipe e a gestão de suas várias propriedades fizeram dele um homem rico por direito próprio, e sua fortuna aumentou consideravelmente com a morte de sua prima Mademoiselle em 1693. Filipe é reconhecido não apenas como o fundador biológico da Casa de Orleães, mas como o fundador financeiro de uma família cujo valor monetário rivalizaria com o da linha principal da Casa de Bourbon.

## Últimos anos

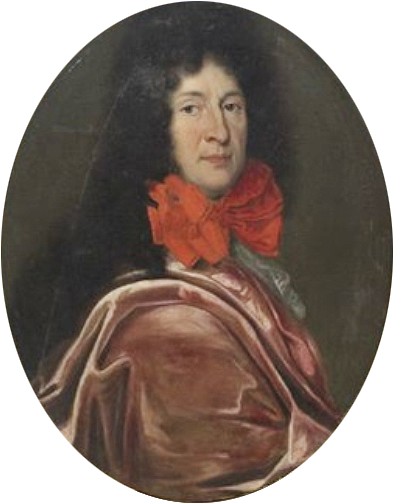
Filipe em seus últimos anos. Retrato atribuído a Hyacinthe Rigaud, c. 1695.

Com a morte de La Grande Mademoiselle em 1693, Filipe adquiriu os ducados de Montpensier, Châtellerault, Saint-Fargeau e Beaupréau. Ele também se tornou Príncipe de Joinville, Conde de Dourdan, Mortain e Bar-sur-Seine e Visconde de Auge e Domfront. Mais tarde, Filipe conseguiu assim manter seu estilo de vida luxuoso com facilidade e encontrou muita satisfação nas atividades de seus filhos e netos. As duas filhas de sua primeira esposa Henriqueta tornaram-se rainhas, e seu filho, o Duque de Chartres, seguiu uma carreira militar ativa e distinta, tendo servido na Batalha de Steenkerque em 1692, bem como no Cerco de Namur, para o orgulho de seu pai. Assim como fez com Filipe, Luís XIV teve o cuidado em limitar o poder de Chartres.
Em 1696, a neta de Filipe, Maria Adelaide de Saboia, foi para a corte francesa desde Itália para se casar com Luís, Duque da Borgonha, o terceiro na linha de sucessão ao trono francês. Ambos se casaram em 1697 e tornaram-se pais do futuro rei Luís XV de França.
Em 1701, foi negada a Chartres uma posição de frente na Guerra da Sucessão Espanhola, iniciada naquele ano. Essa recusa foi a fonte de grande amargura por parte de pai e filho depois. O pretexto parece ter sido o comportamento de Chartres em desfilar sua amante Mademoiselle de Séry à vista de sua esposa. Em 8 de junho de 1701, Luís XIV e Filipe se encontraram no Castelo de Marly para jantar juntos. Na primeira reunião, Luís XIV atacou Filipe sobre a conduta de Chartres com Mademoiselle de Séry. Filipe respondeu repreendendo Luís por conduta semelhante com suas próprias amantes durante seu casamento com a rainha Maria Teresa acrescentando que Chartres ainda não havia recebido os favores prometidos a ele por se casar com a filha do rei, Francisca Maria. No entanto, o anúncio do jantar interrompeu a discussão e os irmãos se sentaram para jantar.
Filipe voltou furiosamente a Saint Cloud na mesma noite para jantar com seu filho. Filipe teve uma apoplexia e morreu nos braços de seu filho no dia 9 de junho de 1701, aos sessenta anos. Luís XIV, ao ouvir que seu único irmão estava morto, disse: "Não acredito que nunca mais voltarei a ver meu irmão". A duquesa da Borgonha, sua neta, ficou perturbada, afirmando que "amava muito o Monsieur". A corte ficou arrasada com a morte de Filipe, a amante descartada de Luís XIV Madame de Montespan também foi bastante afetada, os dois eram muito próximos. Isabel Carlota, preocupada com o fato de ela ser colocada em um convento - uma estipulação de seu contrato de casamento em caso de morte de Filipe, foi assegurada pelo rei de que ela poderia permanecer na corte o tempo que quisesse. Ela queimou todas as cartas dos amantes de Filipe ao longo dos anos, para que não caíssem nas "mãos erradas", observando que as letras obscenas deixaram-na nauseada. O coração de Filipe foi levado ao Convento de Val-de-Grâce em 14 de junho e seu corpo foi levado em 21 de junho à Basílica de Saint-Denis, onde permaneceu até a Revolução Francesa, altura em que a basílica foi profanada e todas as sepulturas destruídas.

## Representações na cultura
- Liselotte von der Pfalz (filme de 1935), interpretado por Hans Stüwe[133]
- Liselotte von der Pfalz (filme de 1966), interpretado por Harald Leipnitz[134]
- O Absolutismo: A Ascensão de Luís XIV (filme de 1966), interpretado por Pierre Pernet[135]
- Marquise (filme de 1997), interpretado por Franck de La Personne[136]
- Vatel, um Banquete para o Rei (filme de 2000), interpretado por Murray Lachlan Young[137]
- Charles II - Poder e Paixão (minissérie de 2003), interpretado por Cyrille Thouvenin[138]
- Le Roi Soleil (musical de 2005), interpretado por Christophe Maé[carece de fontes?]
- Um Pouco de Caos (filme de 2014), interpretado por Stanley Tucci[139]
- Versailles (série de TV de 2015), interpretado por Alexander Vlahos[140]

## Títulos, estilos, honras e brasão

Monograma real de Filipe

### Títulos e estilos
- 21 de setembro de 1640 – 2 de fevereiro de 1660: "Sua Alteza Real, o Duque de Anjou"
- 2 de fevereiro de 1660 – 9 de junho de 1701: "Monsieur, o Duque de Orleães"

### Honras
- 8 de junho de 1654:  Ordem do Espírito Santo
- 1701:  Ordem do Tosão de Ouro

### Brasão
| Brasão de Filipe, Duque de Orleães |

## Descendência

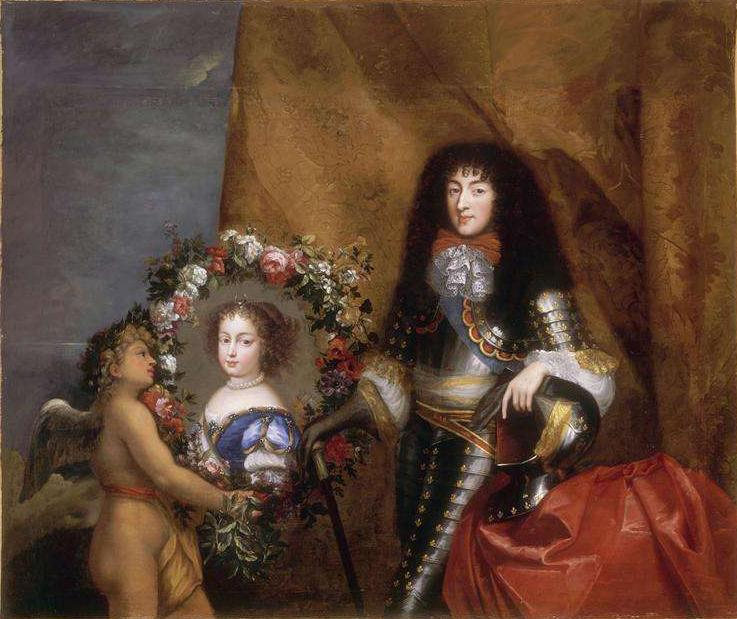
Monsieur com sua filha favorita Maria Luísa c. 1670, por Pierre Mignard. No Palácio de Versalhes.

|                                  |                                 | Nascimento             | Morte                   |
| -------------------------------- | ------------------------------- | ---------------------- | ----------------------- |
| Com Henriqueta Ana da Inglaterra |                                 |                        |                         |
| 1                                | Maria Luísa                     | 26 de março de 1662    | 12 de fevereiro de 1689 |
| 2                                | Aborto                          | 1663                   | 1663                    |
| 3                                | Filipe Carlos, Duque de Valois  | 16 de julho de 1664    | 8 de dezembro de 1666   |
| 4                                | Filha natimorta                 | 9 de julho de 1665     | 9 de julho de 1665      |
| 5                                | Gêmeos natimortos               | 1667                   | 1667                    |
| 6                                | Aborto                          | 1668                   | 1668                    |
| 7                                | Ana Maria                       | 27 de agosto de 1669   | 26 de agosto de 1728    |
| Com Isabel Carlota do Palatinado |                                 |                        |                         |
| 8                                | Alexandre Luís, Duque de Valois | 2 de julho de 1673     | 16 de março de 1676     |
| 9                                | Filipe II, Duque de Orleães     | 2 de agosto de 1674    | 2 de dezembro de 1723   |
| 10                               | Isabel Carlota de Orleães       | 13 de setembro de 1676 | 23 de dezembro de 1744  |